# Elecciones municipales de Roma de 2021
Las elecciones municipales de Roma de 2021 tuvieron lugar el 3 y 4 de octubre, con una segunda vuelta el 17 y 18 de octubre. En dicha elección se eligió al alcalde de Roma y a 45 miembros del Ayuntamiento.
Roberto Gualtieri, del Partido Democrático, resultó ganador con el 60.15% de los votos en segunda vuelta, frente al 39.85% obtenido por Enrique Michetti, de la coalición de centroderecha.

## Sistema electoral
El sistema de votación es el que se utiliza en todas las elecciones para elegir alcaldes en Italia, en las ciudades con una población superior a los 15.000 habitantes. Bajo este sistema, los votantes expresan su voto directo por el alcalde o un voto indirecto votando por el partido de la coalición del candidato. Si ningún candidato recibe el 50% de los votos durante la primera ronda, los dos mejores candidatos pasan a una segunda ronda a celebrarse dos semanas después.
El número de escaños para cada partido se determina proporcionalmente, utilizando el sistema D'Hondt. Solo las coaliciones con más del 3% de los votos son elegibles para obtener escaños.

## Encuestas
| Encuestadora  | Fecha     | Raggi | Gualtieri | Michetti | Calenda |
| ------------- | --------- | ----- | --------- | -------- | ------- |
| Encuestadora  | Fecha     |       |           |          |         |
| BiDiMedia     | 15/9/2021 | 18.8% | 28.0%     | 31.1%    | 15.5%   |
| SWG           | 15/9/2021 | 17.0% | 28.0%     | 31.0%    | 20.0%   |
| Ipsos         | 13/9/2021 | 15.5% | 28.5%     | 36.0%    | 14.0%   |
| Tecnè         | 11/9/2021 | 20.0% | 25.0%     | 32.0%    | 17.0%   |
| IZI           | 9/9/2021  | 20.7% | 25.0%     | 25.9%    | 18.4%   |
| SWG           | 7/9/2021  | 17.0% | 27.0%     | 32.0%    | 21.0%   |
| GPF           | 4/9/2021  | 22.7% | 28.6%     | 34.7%    | 13.5%   |
| BiDiMedia     | 2/9/2021  | 19.6% | 26.9%     | 31.3%    | 15.7%   |
| Opinio Italia | 10/8/2021 | 19.0% | 25.0%     | 33.0%    | 17.0%   |
| IZI           | 31/7/2021 | 24.7% | 25.8%     | 29.1%    | 16.8%   |
| Tecnè         | 30/7/2021 | 20.0% | 26.0%     | 36.0%    | 14.0%   |
| Demopolis     | 29/7/2021 | 21.0% | 24.0%     | 32.0%    | 20.0%   |

## Resultados
| Candidato        | Candidato           | Partido                    | Primera vuelta | Primera vuelta | Segunda vuelta | Segunda vuelta | Escaños | +/- |
| Candidato        | Candidato           | Partido                    | Votos          | %              | Votos          | %              | Escaños | +/- |
| ---------------- | ------------------- | -------------------------- | -------------- | -------------- | -------------- | -------------- | ------- | --- |
|                  | Enrico Michetti     | Independiente              | 334.548        | 30.14          | 374.577        | 39,85          | 8       | -   |
|                  | Roberto Gualtieri   | Partido Democrático        | 299.976        | 27.03          | 565.352        | 60.15          | 29      | 21  |
|                  | Carlo Calendra      | Acción                     | 219.878        | 19.81          |                |                | 4       | -   |
|                  | Virginia Raggi      | Movimiento 5 Estrellas     | 211.936        | 19.09          | 4              | 25             |         |     |
|                  | Luca Teodori        | Movimiento 3V              | 7.139          | 0.64           |                |                |         |     |
|                  | Elisabetta Canitano | Poder al Pueblo            | 6.615          | 0.60           |                |                |         |     |
|                  | Paolo Berdini       | PRC-PdS                    | 4.722          | 0.43           |                |                |         |     |
|                  | Monica Lozzi        | Revolución Cívica          | 4.546          | 0.41           |                |                |         |     |
|                  | Micaela Quintavalle | Partido Comunista          | 3.781          | 0.34           |                |                |         |     |
|                  | Cristina Cirillo    | Partido Comunista Italiano | 3.253          | 0.29           |                |                |         |     |
|                  | Fabrizio Marrazzo   | Partido Gay                | 2.735          | 0.25           |                |                |         |     |
|                  | Fabiola Cenciotti   | El Pueblo de la Familia    | 2.056          | 0.19           |                |                |         |     |
|                  | Gilberto Trombetta  |                            | 1.704          | 0.15           |                |                |         |     |
|                  | Rosario Trefiletti  |                            | 1.598          | 0.14           |                |                |         |     |
|                  | Gian Luca Gismondi  |                            | 1.573          | 0.14           |                |                |         |     |
|                  | Andrea Bernaudo     |                            | 1.046          | 0.09           |                |                |         |     |
|                  | Sergio Iacomoni     |                            | 740            | 0.07           |                |                |         |     |
|                  | Margherita Corrado  |                            | 618            | 0.06           |                |                |         |     |
|                  | Francesco Grisolia  |                            | 510            | 0.05           |                |                |         |     |
|                  | Paolo Oronzo Magli  |                            | 408            | 0.04           |                |                |         |     |
|                  | Giuseppe Cirillo    |                            | 340            | 0.03           |                |                |         |     |
|                  | Carlo Priolo        |                            | 190            | 0.02           |                |                |         |     |
| Total            | Total               | Total                      | 1.109.912      | 100            | 939.929        | 100            | 45      | -   |
| Votos en blanco  | Votos en blanco     | Votos en blanco            | 12.389         | 1.08           | 5.192          | 0.54           |         |     |
| Votos nulos      | Votos nulos         | Votos nulos                | 22.653         | 1.98           | 14.668         | 1.53           |         |     |
| Votos impugnados | Votos impugnados    | Votos impugnados           | 314            | 0.03           | 29             | 0.00           |         |     |
| Participación    | Participación       | Participación              | 1.145.268      | 48.54          | 959.818        | 40.68          |         |     |
| Registrados      | Registrados         | Registrados                | 2.359.248      | 100            | 2.359.248      | 100            |         |     |
| Fuente:          |                     |                            |                |                |                |                |         |     |